# Fataga

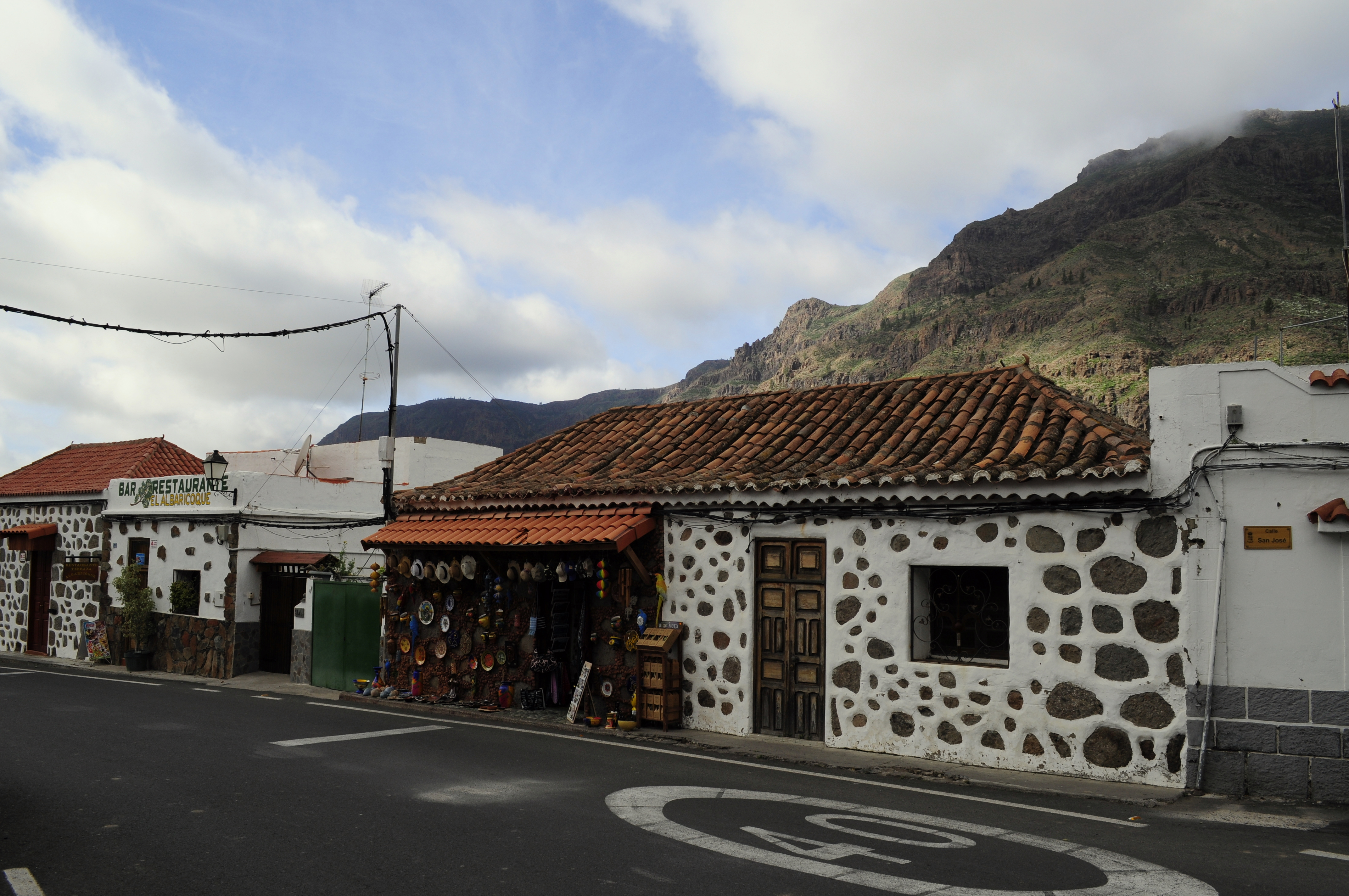
Hauptstraße

Fataga ist ein Ort auf der Insel Gran Canaria. Er liegt im Inneren der Insel und gehört zur Gemeinde San Bartolomé de Tirajana. Ein gut erhaltener, historischer Ortskern, alte, schmale Straßen mit Natursteinpflaster und viele im Originalzustand erhaltene kanarische Häuser zeichnen das Dorf aus. Fataga liegt im Tal der tausend Palmen, zwischen braunen schroffen Felsen, inmitten eines schmalen Bandes von Grün. Die ansonsten kargen Berghänge werden von Kiefernhainen geziert.
Gaststätten, Touristengeschäfte und ein Kunstladen mit kleinen Töpferarbeiten runden das Ortsbild ab. Die antike Bäckerei wurde Ende 2006 außer Betrieb genommen. Im Altstadtkern gibt es Möglichkeiten zu übernachten und Touren oder Wanderungen in die nächstgelegene Umgebung zu unternehmen. Der Global-Bus fährt mehrmals am Tag in den Süden und in den Norden.
Das Dorf wurde bei dem großen Waldbrand im Jahr 2007 schwer in Mitleidenschaft gezogen. Neben einzelnen Gebäuden sind hier auch besonders viele Pflanzen verbrannt. Die Einwohner haben die Brandspuren zum größten Teil beseitigt.